# ليابية
الليابية (الاسم العلمي: Liabeae) هي قبيلة من النباتات تتبع أسرة الشيكوريات في الفصيلة النجمية. وتضم هذه القبيلة النباتية 12 جنساً. يتواجد هذا النبات في منطقة المدار الجديد (بالإنجليزية: Neotropic)‏.

## أجناس تابعة
- كاكوسمي (الاسم العلمي: Cacosmia )
- كيونوبابوس (الاسم العلمي: Chionopappus )
- انيمون ذهبي (الاسم العلمي: Chrysactinium )
- ديلندي (الاسم العلمي: Dillandia )
- أراطو (الاسم العلمي: Erato )
- ليابوم (الاسم العلمي: Liabum )
- مونوزيا (الاسم العلمي: Munnozia )
- أوليغكتس (الاسم العلمي: Oligactis )
- صاحب الغيوم (الاسم العلمي: Paranephelius )
- محب اللسان (الاسم العلمي: Philoglossa )
- نوسيرس كاذب (الاسم العلمي: Pseudonoseris )
- سنكليريا (الاسم العلمي: Sinclairia )